# Tranomaro
Tranomaro is een plaats en commune in het zuiden van Madagaskar, behorend tot het district Amboasary Sud, dat gelegen is in de regio Anosy. Tijdens een volkstelling in 2001 telde de plaats 11.070 inwoners.
De plaats biedt alleen lager onderwijs aan. 80% van de bevolking werkt er als landbouwer en 15% houdt zich bezig met veeteelt. De belangrijkste landbouwproducten zijn maniok en rijst, een ander belangrijk product is mais. Verder is 3% actief in de dienstensector en heeft 2% een baan in de industrie.